# Borek (Namysłów)
Pour les articles homonymes, voir Borek.
Borek est une localité polonaise de la gmina et du powiat de Namysłów en voïvodie d'Opole.